# Самолечение у зверей

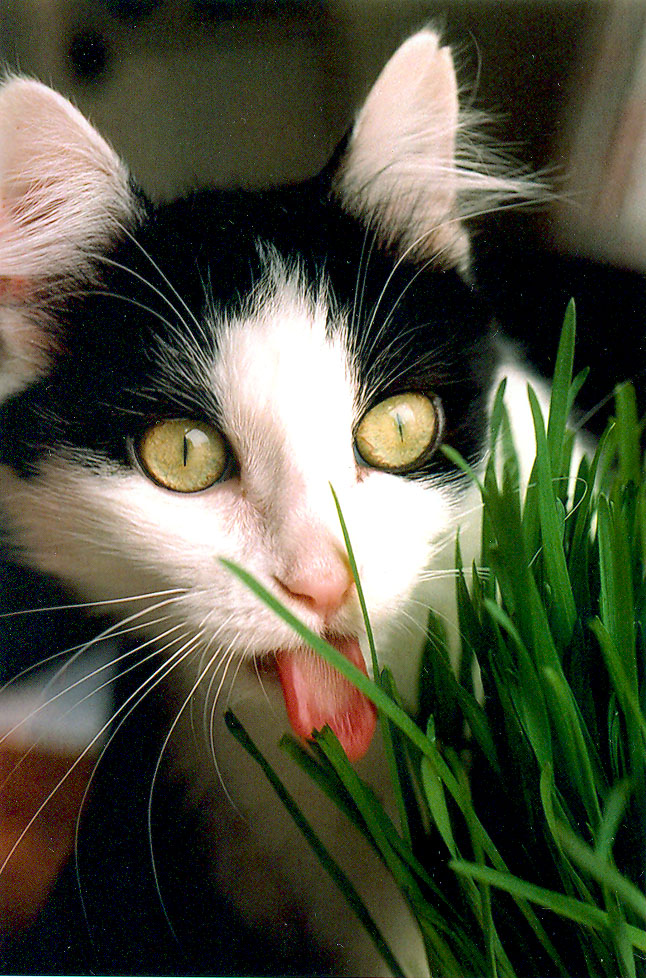
Пример самолечения у зверей — кот ест траву

Самолечение у животных (зоофармакогнозия) наблюдается как у домашних, так и у диких животных.
Зоофармакогнозия создаёт споры и догадки у учёных на вопрос, действительно ли животное занимается самолечением, потому что ранние доказательства самолечения у зверей были косвенные либо анекдотические. Однако в более поздних исследованиях был применён подход, основанный на гипотезах.
Подробное изучение зоофармакогнозии началось в 1978 году, когда учёный Джанцен предположил, что травоядные животные используют вторичные метаболиты в растениях для своего здоровья.
Термин «зоофармакогнозия» был придуман и введён в 1993 году. Название происходит от корней «зоо» (животное), «фарма» (лекарство), и «когнозия» (знание). Термин приобрёл популярность из книги Синди Энгель.
Существует также социальная зоофармакогнозия. Она проявляется в том, что животные могут защитить от заболевания целую группу зверей. Например, древесные муравьи покрывают свои муравейники смолой, которая препятствует появлению бактерий и грибков.

## Примеры самолечения у млекопитающих
Шимпанзе едят в небольших количествах много разных трав: Vernonia amyddalina (от шистосом, плазмодия и лейшманий), Aneilema aequinoctiale (от появления паразитических червей в организме), Desmodium gangeticum (от инфекций), Aframomum angustifolium (эти растения демонстрируют способность защищать от микробов).
Некоторые звери покрывают глиной или каучуком кожу для заживления ран.
Учёные задокументировали, что орангутаны, живущие на Калимантане, специально пережёвывают листья Dracaena cantleyi и наносят мякоть на руки и ноги, очевидно, для успокоения мускулов и облегчения болей.
Также зафиксировано, что карликовые шимпанзе (бонобо) время от времени жуют жёсткие лианы Manniophyton, как предполагается, для выведения из желудочно-кишечного тракта личинок паразитов-нематод.

## Примеры самолечения у птиц
Птицы (сотни разных видов) прихватывают муравьев клювом и натирают ими перья, или просто оставляют ползать по себе, чтобы они выделяли муравьиную кислоту, помогая удалению паразитов..
Многие виды попугаев в Северной и Южной Америке, Африке и Папуа-Новой Гвинее потребляют каолин или глину, которые поглощают токсичные вещества из кишечника. 

## Примеры самолечения у насекомых
Случаи зоофармакогнозии наблюдаются не только у зверей (млекопитающих) и птиц. Такие случаи зафиксированы и у насекомых. Например, гусеницы бабочек-медведиц Grammia incorrupta избегают гибели от паразитических мух и ос, которые откладывают личинки в теле гусениц, благодаря тому, что эти гусеницы при поражении паразитом едят растения, богатые пирролизидиновыми алкалоидами. Эти алкалоиды убивают личинок, благодаря чему шанс на выживание гусеницы возрастает на 17%.
Муравьи при поражении грибком боверии Басси потребляют травы, содержащие вредные вещества, и избегают их в отсутствии болезни.